# Mistrzostwa Europy w łyżwiarstwie szybkim w wieloboju
Mistrzostwa Europy w łyżwiarstwie szybkim w wieloboju – coroczne zawody w łyżwiarstwie szybkim rozgrywane pod patronatem Międzynarodowej Unii Łyżwiarskiej (ISU). Pierwsze oficjalne mistrzostwa odbyły się w Berlinie w 1893 roku. W latach 1891 i 1892 również rozgrywano mistrzostwa Europy, były to jednak edycje nieoficjalne. Początkowo rywalizowali tylko mężczyźni, kobiety włączyły się do rywalizacji o medale w Heerenveen w 1970 roku. Do 1907 roku medale przyznawano tylko zwycięzcy.
W latach 1970–1989 mistrzostwa Europy dla kobiet i mężczyzn rozgrywano oddzielnie. Począwszy 1990 roku odbywają się w tym samym czasie i na tym samym torze.

## Tabela medalowa
W tabeli uwzględniono tylko medale wywalczone na edycjach oficjalnych. Stan po ME 2014.
| Poz. | Państwo   | Złoto | Srebro | Brąz | Razem |
| 1    | Holandia  | 39    | 40     | 41   | 120   |
| 2    | Norwegia  | 39    | 37     | 36   | 112   |
| 3    | Niemcy    | 16    | 13     | 4    | 33    |
| 4    | ZSRR      | 14    | 11     | 15   | 40    |
| 5    | Szwecja   | 9     | 3      | 8    | 20    |
| 6    | NRD       | 8     | 6      | 5    | 19    |
| 7    | Finlandia | 7     | 9      | 6    | 22    |
| 8    | Rosja     | 5     | 2      | 7    | 16    |
| 9    | Czechy    | 4     | 0      | 3    | 7     |
| 10   | Austria   | 3     | 6      | 4    | 13    |
| 11   | Włochy    | 1     | 4      | 2    | 7     |
| 12   | Łotwa     | 1     | 0      | 0    | 1     |
| 13   | Francja   | 0     | 1      | 1    | 2     |
| 14   | Belgia    | 0     | 1      | 0    | 1     |
| 15   | Węgry     | 0     | 0      | 1    | 1     |

- Dorobek Austro-Węgier i Austrii przedstawiono razem.
- Dorobek Imperium Rosyjskiego i Rosji przedstawiono razem.
- Dorobek Cesarstwa Niemieckiego, RFN i zjednoczonych Niemiec przedstawiono razem.
- Dorobek Wielkiego Księstwa Finlandii i niepodległej Finlandii przedstawiono razem.